# Riku Yamada
Riku Yamada (født 15. april 1998) er en japansk fodboldspiller.